# Pepper X

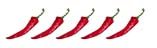
Průměrná pálivost 2 693 000 SHU

Pepper X je marketingový název pro oficiálně nejpálivější chilli papričku na světě.
Nejpálivější papričkou na světě je dle Guinessovy knihy rekordů oficiálně od 23. srpna 2023. Svou průměrnou pálivostí 2,693 milionu SHU tak překonává původní držitelku rekordu, papričku Carolina Reaper, která dosahuje průměrné pálivosti 1,64 milionu SHU.
Papričku vyšlechtil (stejně jako papričku Carolina Reaper) zakladatel společnosti Puckerbutt Pepper Company (USA) Ed Currie.
V minulosti byl šířen hoax, ve kterém bylo použito jméno této papričky, nicméně spojitost se skutečnou Pepper X není jasná. Bylo uvedeno, že se jedná o asi „dvakrát pálivější papričku než byla Carolina Reaper, což by z ní dělalo papričku o pálivosti 3,18 milionů SHU. Guinnessova kniha rekordů nicméně tento rekord až do roku 2023 neuváděla, v srpnu 2023 byla do Guinnessovy knihy rekordů zapsána paprička stejného názvu, nicméně se oproti hoaxu liší například původně udávanou pálivostí.